# VdB 61
vdB 61 è una piccola nebulosa a riflessione visibile nella costellazione di Orione.
La sua posizione si individua circa 2,5° a SSW della brillante Betelgeuse; può essere scorta nelle fotografie a lunga posa come un filamento di gas molto tenue visibile in direzione nordovest rispetto alla stella responsabile della sua illuminazione. Questa stella, catalogata come HD 39398, è una gigante gialla di classe spettrale G6II-III, che imprime alla nube un colore bianco-verdastro; la sua distanza è determinabile dalla misurazione della sua parallasse, pari a 3,87±0,96 mas corrispondente a circa 258 parsec (842 anni luce).